# Mario Telò
Mario Telò, né le 3 août 1950 à Crémone en Italie et mort le 6 mars 2023,, est un juriste italien, professeur de science politique.
Concentrant ses travaux de recherches sur les études européennes, la théorie politique et les relations internationales il enseigne la science politique et les relations internationales à l'Université Libre de Bruxelles et à la LUISS Guido Carli Université de Rome. Il est membre de l'Académie Royale de Belgique et coordinateur central de l’École doctorale mondiale GEM,.

## Biographie

### Formation
Mario Telò est Docteur en philosophie (thèse en histoire de la pensée politique) de l'université de Florence et spécialisé de l'Université de la Sapienza de Rome. Il a reçu des bourses du CNR et d'autres fondations pour mener des recherches dans différentes universités à l'étranger, telles l'université Columbia de New York et l'Université de Stockholm.

### Carrière
En 1978, Mario Telò commence sa carrière en tant que professeur de l'histoire de la pensée politique en Italie et depuis 1987 il enseigne également les relations internationales et les politiques comparées à l'Université Libre de Bruxelles. Depuis 2010, il est professeur des Institutions européennes et du régionalisme comparatif à la Luiss-Guido Carli.
À l'Université Libre de Bruxelles, il a été Directeur du département de science politique de 1990 à 2005, président de l'Institut des Études Européennes (IEE) de 2005 à 2009 et Vice-président de ce dernier jusqu'en 2015.
Mario Telò a été professeur dans de nombreuses autres universités en Europe tel qu'à la Roskilde Université de Copenhagen, à l'Université de Hambourg, à Science Po Paris et à l'université Sant’Anna de Pise, à l'Université de Bari, mais aussi au Japon (à la Chuo université et la Hitotsubashi université), à l'Université des Affaires étrangères de Chine et à la Fundação Getulio Vargas au Brésil.

De 2003 à 2021, Mario Telò a été le coordinateur académique des réseaux internationaux de recherche financés par la DG Recherche de la Commission européenne après concours : NESCA (2006-2009), GARNET (6th FP, 2003-2008), GREEN. Depuis 2010, il est le coordinateur central du programme doctoral mondial GEM (Globalization, Europe and Multilateralism et son successeur GEM-STONES), financé par la DG Culture et Éducation de la Commission Européenne.
En 2006, il a été élu membre de l'Académie royale des sciences de Bruxelles et, depuis 2017, il est responsable de ses "Rencontres internationales", sous le patronage conjoint de l'Académie et du Haut représentant de l'UE pour la politique étrangère et de sécurité commune. Il a été décoré en 2016 du titre de Grand officier de l'Ordre de la Couronne, Belgique.

### Activités professionnelles
Mario Telò a été conseiller auprès de la Commission européenne, de la DG Recherche (Groupe de haut niveau sur les sciences sociales et humaines, 2002-2007), de la DG Culture (responsable du réseau des chaires J. Monnet collaborant au "Livre blanc sur la gouvernance de l'UE" en 2000-2001), du Parlement européen (2003 : "Rapport Rasmussen" sur la maîtrise de la mondialisation), et de la présidence du Conseil européen (en 2000 et en 2007). Il a coopéré avec des fondations privées comme la H.Böll Stiftung, la Adenauer Stiftung, la Fondation Einaudi, pour la F. Ebert Stiftung et la Fondation pour les études progressistes européennes.
Mario Telò a été, entre 1998 et 2003, l'éditeur de la série de livres "Études Européennes" de la maison d'édition Complexe, à Bruxelles et, depuis 2012, il est l'éditeur de la série de livres GEM (Globalization, Europe, Multilateralism:  18 titres en 2020) Routledge.
Il a participé au débat public sur l'UE et son rôle international en publiant des articles et des interviews dans les médias européens et mondiaux, notamment pour Neue Gesellschaf/Frankfurter Hefte, Confrontations Europe, The Federalist debate.

## Recherche
Mario Telò a publié nombreux ouvrages, articles scientifiques et chapitres de livres en plusieurs langues. Le livre Liber Amicorum a été écrit par plusieurs universitaires pour résumer et analyser les travaux de Telò.
Dans les années 1970, Mario Telò a commencé une recherche comparative et historique sur la politique européenne en se concentrant sur la social-démocratie (en particulier en Suède, en Belgique, en Allemagne et au Royaume-Uni), des politiques anti-crise des années 1930 aux développements critiques actuels et à l'interaction avec le processus d'intégration européenne. Sa principale hypothèse est que la différence cruciale entre les années 1930 et les décennies d'après-guerre concerne l’évolution des cadres politico-institutionnelles nationaux, ce qui présente des implications théoriques et méthodologiques. Le meilleur résultat de cette recherche historique comparative est Le New Deal Européen.
Le deuxième axe de recherche de Mario Telò porte sur les études d'intégration européenne, notamment : l'équilibre entre l'approfondissement et l'élargissement de l'UE, sa démocratie interne et sa gouvernance. L'ouvrage de Telò intitulé Démocratie et construction européenne est basé sur un dialogue interdisciplinaire sur la démocratie et la constitutionnalisation de l'UE avec Philippe C. Schmitter, Joseph H.H. Weiler, J.V. Louis, entre autres. Plusieurs articles et chapitres de livre appliquent au système politique de l’UE le concept de "gouvernement mixte" inspiré par Norberto Bobbio. Trois articles ont cherché à approfondir cette thèse principale, Three European constitutionalisms and their respective legitimacy requirements publié en 2011, The democratization of the European Union: historical and theoretical aspects publié en 2014, et The EU from a constitutional project to a process of constitutionalization publié en 2016.
Mario Telò a exploré des modes de gouvernance européenne innovants et notamment la Méthode Ouverte de Coordination. En tant que conseiller pour les questions institutionnelles auprès de la présidence tournante du Conseil européen de Antonio Guterres (2000), Telò a publié une contribution de base avec le chapitre Governance and government in the EU: the Open method of coordination. Cette recherche s'est poursuivie avec l'ouvrage interdisciplinaire co-édité avec Anne Weyenbergh en 2020, Supranational governance at stake.
Depuis 1997, les recherches de Mario Telò se sont concentrées sur le rôle de l'UE dans le monde, en combinant des études européennes et des études mondiales, également par le biais du régionalisme comparatif. Telò a lancé en 1997 un axe de recherche sur la politique étrangère et l'action extérieure de l'UE (analyse et conceptualisation). En 2004-2005, il a publié Europe. A Civilian Power? EU, global governance, world order. De plus en plus distincte des concepts compétitifs de pouvoir normatif et de soft power, cette recherche s'est poursuivie en coopération avec F. Ponjaert avec le livre, The EU Foreign policy What Kind of Power and Diplomatic Action?.
Alors que le cadre théorique se précise dans le sens du néoinstitutionnalisme historique de Peter A. Hall, la méthodologie de la recherche emploie les études comparées sur la coopération régionale dans tous les continents du monde. Parmi les multiples volumes publiés sur cet axe comparatif, le livre le plus cité par Google scholars est EU and new regionalism de 2001 (nouvelles éditions en 2007 et 2014), complété par la synthèse de 2016 Regionalism in hard times. En outre, les organisations régionales développent des multiples relations inter-régionales, thème auquel est consacré le  volume de 2015, édité avec Louise Fawcett  et F. Ponjaert Interregionalism and the EU.
Les implications de ces recherches pour l’étude de l’évolution du multilatéralisme global sont analysées dans le volume de 2013 Globalization, Europe, Multilateralism alors que l’ouvrage majeur International relations : A European perspective,  préfacé par Robert O. Keohane en 2009 (trois éditions en Français, auprès des Editions de l’ULB ; en Grec en 2011; en Mandarin en 2012) constitue la présentation systématique de la pensée internationaliste de Telò, base pour le dialogue interculturel en cours avec d’autres visions, notamment américaine, sud-américaine et chinoise des relations internationales.
Le cadre théorique est basé sur le néoinstitutionnalisme historique,.

## Publications
- Le New Deal Européen. La pensée et la politique sociales-démocrates face à la crise des années trente, Bruxelles, Éditions de l'Université de Bruxelles, coll. « Histoire, économie, société », 1988, 216 p. (ISBN 2-8004-0959-2).
- avec Guy Haarscher : Après le communisme : les bouleversements de la théorie politique, Bruxelles, Éditions de Bruxelles, coll. « Collection de philosophie politique et juridique », 1993
- (it) Dallo Stato all'Europa : idee politiche e istituzioni, Rome, Carocci, 2004, 257 p. (ISBN 9788843030101).

édition française L’État et l’Europe, Bruxelles, Éditions Labor, coll. « Sciences politiques », 2005, 242 p. (ISBN 2-8040-2140-8, lire en ligne  [PDF]).
- « Les leçons de Norberto Bobbio », Le Monde,‎ 12 janvier 2004 (lire en ligne).
- (en) International Relations: A European Perspective  (préf. Robert O Keohane), Ashgate-Routledge, 2009 (ISBN 978-1-315-58952-7)
- (en) « Italy's interaction with the European project, from the First to the Second Republic : Continuity and change », Comparative European Politics, vol. 11, no 3,‎ mai 2013, p. 296-316 (présentation en ligne)
- avec Giulia Sandri, Luca Tomini et Jean Michel de Waele : (en) « Political system, civil society and institutions in Italy : The quality of democracy », Comparative European Politics, vol. 11, no 3,‎ mai 2013, p. 261-279 (présentation en ligne).
- avec Frederik Ponjaert : (en) The EU foreign policy. What Kind of Power and Diplomatic Action?, Ashgate, coll. « Globalization, Europe and multilateralism », 248 p. (ISBN 9781409464518).
- (en) European Union and New Regionalism. Competing Regionalism and Global Governance in a Post-Hegemonic Era, Ashgate, 2014, 506 p. (ISBN 9781472434395)[40].
- (en) « Assessing Origins, Developments and International Relevance of the European Council. Intergovernmental summits in historical and international comparison », European Review of International Studies,‎ 2015, p. 40-65 (présentation en ligne).
- (it) « L’integrazione regionale dell’Unione Europea », dans Enciclopedia italiana, Rome, Treccani, 2015 (ISBN 978-88-12-00537-6, lire en ligne), p. 131-144.
- avec Louise Fawcett et Frederik Ponjaert : (en) Interregionalism and the European Union : a post-revisionist approach to Europe's place in a changing world, Londres, Routledge, 2015, 455 p. (ISBN 9781472473264, présentation en ligne).
- L’Europe en crise et le monde, Bruxelles, Éditions de l’Université de Bruxelles, coll. « UBLire », 2016, 217 p. (ISBN 978-2-8004-1607-6).
- (en) « The EU from a constitutional project to a process of constitutionalization », European politics and society, vol. 18, no 3,‎ 2016, p. 301-317 (présentation en ligne).
- (en) « The emerging conflict between democratic legitimacy and the EU's Common Commercial Policy. Risks for the EU as a civilian power and for the multilateral order », Annals of the Fondazione Einaudi,‎ 2017, p. 201-224 (présentation en ligne).
- (en) Regionalism in Hard Times. Competitive and post-liberal trends in Europe, Asia, Africa, and the Americas, Londres, Routledge, 2017, 86 p. (ISBN 9781138206687).
- avec Donald Sassoon et André Sapir : La place de l'Europe dans le monde du 21e siècle, Bruxelles, Académie royale de Belgique, coll. « L'Académie en poche » (no 105), 2017, 126 p. (ISBN 978-2-8031-0627-1).
- (en) « Building a Common Language in Pluralist International Relations Theories », The Chinese Journal of International Politics, vol. 13, no 3,‎ automne 2020, p. 455–483 (lire en ligne).

### Éditeur scientifique
- Norberto Bobbio (trad. Nicola Giovannini, Paul Magnette, Jean Vogel), L'État et la démocratie internationale : de l'histoire des idées à la science politique, Bruxelles, Complexe, coll. « Études européennes », 1998 (réimpr. 2001), 277 p. (ISBN 2-87027-924-8).
- avec Giulia Sandri et Luca Tomini : L’état de la démocratie en Italie (actes du colloque "La transition italienne dans le cadre européen", Bruxelles, décembre 2010), Bruxelles, Université de Bruxelles, coll. « Science politique », 2013 (ISBN 978-2-8004-1534-5).
- (en) Globalization, Multilateralism, Europe.Towards a better Global governance?, Londres, Routledge, 2014, 512 p. (ISBN 9781409464488).
- avec Jean-Frédéric Morin, Tereza Novotná et Frederik Ponjaert : (en) The Politics of Transatlantic Trade Negotiations: TTIP in a Globalized World, Routledge, 2015, 258 p. (ISBN 9781472443618, présentation en ligne).